# Liste der Monuments historiques in Le Hamel (Oise)
Die Liste der Monuments historiques in Le Hamel (Oise) führt die Monuments historiques in der französischen Gemeinde Le Hamel auf.

## Liste der Bauwerke
| Bezeichnung                      | Beschreibung              | Standort | Kennzeichnung | Schutzstatus | Datum | Bild           |
| -------------------------------- | ------------------------- | -------- | ------------- | ------------ | ----- | -------------- |
| Kirche Notre-Dame-de-la-Nativité | Erbaut im 13. Jahrhundert | (Lage)   | PA60000031    | Classé       | 2007  | weitere Bilder |

## Liste der Objekte

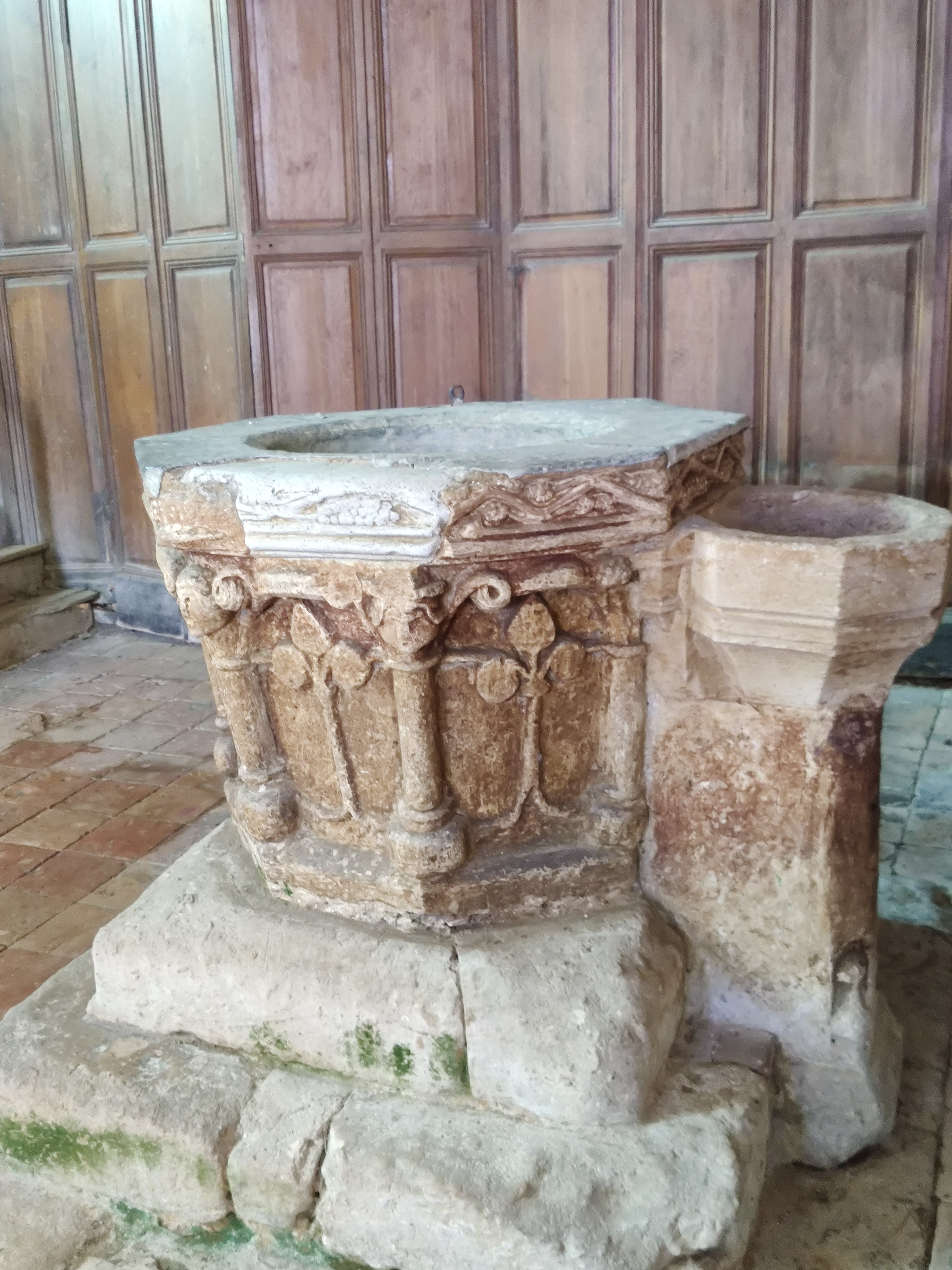
Taufbecken in Le Hamel

- Monuments historiques (Objekte) in Le Hamel (Oise) in der Base Palissy des französischen Kultusministeriums

Siehe auch: Taufbecken Le Hamel (Oise)